# Stachytarpheta cayennensis
Stachytarpheta cayennensis es una especie de fanerógama en la familia de las verbenáceas, reconocida por muchos nombres comunes, incluyendo azul "snakeweed", "cayena snakeweed", serpiente oscuro-azul, "bluetop", "porterweed" de ortiga, "rattail", falsa verbena de hoja áspera, cola de rata azul, té brasileño, verbena de Cayena, falsa verbena, "joee", "nettleleaf velvetberry", y "cayena porterweed". Los nombres en otras lenguas incluyen honagasō (japonés), gervão-urticante (portugués brasileño) piche de gato, rabo de zorro (castellano), herbe á chenille, herbe bleue, queue de rata (francés), ōi, ōwī (hawaiano), y tiāki (māori). Es nativo de América de sur hasta México a través de América Central, así como muchas islas del Caribe. Es reconocida en muchas otras partes del mundo como una especie introducida, incluyendo regiones de África, India, Indonesia, Australia, Florida en EE. UU. y en muchas islas del Pacífico. Su distribución es ahora considerada pantropical. En muchos lugares, se la ubica como especie invasora.
Esta planta es una hierba perenne o arbusto que crece hasta 2 o 2,5 m de altura. Tiene una raíz ramificada, de base leñosa. Tiene hojas opuestas de hasta 8 a 10 cm de longitud, ovaladas con bordes dentados y ásperos y arrugados en el haz. La inflorescencia es una espiga estrecha hasta 40 a 45 cm de longitud cubiertos por brácteas puntiagudas. Sus corolas ocasionalmente florecen de entre brácteas. Las flores son de color moradas-azules con centros pálidos, y se conocen también blancas. Las flores viven solo una víspera hasta marchitarse. La planta fue nombrada por Cayena, la capital de la Guayana Francesa.
En algunos lugares esta planta está naturalizada. Puede ser una mala hierba casual, un "gamberro del jardín", una plaga de cultivo, o una especie invasora con efectos en el ecosistema local. Está bien adaptada a terrenos perturbados, cultivados y desperdiciados. Crece en praderas, en tierras de cultivo y en bordes de carreteras. En los campos de pastoreo se propaga rápidamente porque el ganado la encuentra desagradable, la evita y pastorea selectivamente la otra vegetación. En áreas lluviosas puede formar camas gruesas, pero persiste fácilmente en áreas secas.
En Florida, esta Stachytarpheta es a menudo confundida con una especie nativa estrechamente relacionada, S. jamaicensis. Tiene flores atractivas a mariposas; en su gama nativa, puede atraer 98 especies diferentes. Es vendida erróneamente como nativa ornamental, que, al plantarse, toma control. Entonces se vuelve una maleza nociva. También hibrida con las dos especies al ser introducida. Las plantaciones intencionales, para fines ornamentales, son una forma común de propagación de esta planta. También se introduce cuando la semilla se transporta en residuos de jardinería, agua de lluvia, forraje y envíos de semillas contaminadas, y en vehículos.
Los métodos de control incluyen mantener las plantas cortadas abajo o estirándoles arriba, cuidando de sacar las raíces grandes. Se usan herbicidas como el glifosato.
Esta planta tiene algunos usos en medicina tradicional. Varios pueblos latinoamericanos reconocen extractos de la planta como tratamiento para aliviar los síntomas de malaria. El zumo hervido o un té hecho de las hojas o la planta entera se bebe para aliviar fiebre y otros síntomas. Es también utilizado para disentería, dolor, y desórdenes del hígado. Un té de sus hojas se toma para ayudar al control de diabetes en Perú y otras áreas. Pruebas de laboratorio indican que la planta tiene propiedades de antiinflamatorio.